# Prati boschivi e praterie del lago Chanka e del Suifen
L'ecoregione dei prati boschivi e praterie del lago Chanka e del Suifen (WWF ID: PA0907; nota anche come prati boschivi e praterie dell'Ussuri/Wusuli) è un'ecoregione relativamente piccola centrata sul lago Chanka, un lago d'acqua dolce nell'Estremo Oriente russo, con una porzione anche in Cina. Il territorio è privo di alberi, pianeggiante e paludoso. L'area, che costituisce un importante punto di sosta per gli uccelli migratori, comprese molte specie vulnerabili, copre una superficie di 33800 km² e appartiene al bioma delle praterie e savane inondabili.

## Territorio
I rami sorgentiferi dell'Ussuri attraversano il confine settentrionale dell'ecoregione, che è dominata nella parte centrale dal lago Chanka, alimentato dalle acque del Suifen (Razdol'naja in russo) proveniente da sud. Il lago si trova a cavallo del confine tra la provincia di Heilongjiang in Cina, a ovest, e il territorio del Litorale in Russia, a est. L'unico emissario del lago Chanka è il Sungača, un affluente dell'Ussuri, che a sua volta confluisce nell'Amur. L'intera area è conosciuta come depressione del Chanka, in quanto si tratta di una pianura circondata da montagne e terreni più elevati. L'ecoregione è circondata dalle foreste miste della Manciuria a nord, ovest e sud, e dalle foreste miste e di latifoglie dell'Ussuri a est.

## Clima
La regione ha un clima continentale umido con estati fresche (Dwb secondo la classificazione di Köppen). Questo clima è caratterizzato da elevate escursioni termiche, sia giornaliere che stagionali, e da inverni lunghi e freddi ed estati brevi e fresche senza una media superiore ai 22 °C. La media delle precipitazioni si aggira intorno ai 600 mm annui. La temperatura media al centro dell'ecoregione è di -20 °C a gennaio e di 20 °C a luglio.

## Flora e fauna
Gran parte dell'area che circonda il lago è una zona umida di tipo paludoso, caratterizzata da piante che, una volta morte, vanno a costituire uno strato di torba. I tipi più comuni di zona umida sono i prati umidi e le torbiere erbose. Il suolo sottostante è costituito da uno spesso strato di argilla che impedisce il drenaggio attraverso il terreno. La diversità di specie è elevata, grazie alle condizioni favorevoli; anche il tasso di endemismi è consistente, in quanto nel Pleistocene l'area non era ghiacciata e divenne sia un rifugio che un corridoio migratorio per varie specie.
Delle 330 specie di uccelli che nidificano o migrano attraverso il Chanka, molte sono minacciate, come la cicogna dal becco nero (Ciconia boyciana), la gru dal collo bianco (Antigone vipio), la gru monaca (Grus monacha) e la gru della Manciuria (G. japonensis), prossima all'estinzione. Altre creature strettamente legate all'acqua sono la salamandra di Fischer (Onychodactylus fischeri), la trionice cinese (Pelodiscus sinensis) e alcune specie di molluschi. Nelle aree boschive talvolta si possono trovare orsi dal collare (Ursus thibetanus), gatti leopardo (Prionailurus bengalensis) e cinghiali (Sus scrofa).

## Aree protette
Tra le aree protette degne di nota ricordiamo:
- la riserva naturale di Chanka, una riserva integrale russa lungo le sponde meridionali e le paludi del lago Chanka;
- la riserva naturale nazionale del lago Xingkai, che copre un'area di 2225 km² della pianura alluvionale della sponda settentrionale del lato cinese del lago Chanka, gestita in un accordo transfrontaliero con la riserva naturale russa di Chanka;[5]
- il lago Chanka stesso, un sito Ramsar di importanza internazionale.[8]